# Колпаки (Кирово-Чепецкий район)
 Колпаки  — деревня в Кирово-Чепецком районе Кировской области в составе Бурмакинского сельского поселения.

## География
Расположена у южной окраины деревни Дресвяново.

## История
Известна с 1719 года как деревня Дресвянска с населением 12 душ мужского пола,  в 1764 40 жителей, в 1802 8 дворов. В 1873 в деревне Дресвянская или Колпаки (Хлебинцы) дворов 5 и жителей 31, в 1905 6 и 29, в 1926 (деревня Колпаки или Дресвяная) 8 и 43, в 1950 8 и 59, в 1989 4 жителя. Настоящее название утвердилось с 1939 года. Ныне имеет дачный характер.

## Население
Постоянное население составляло 2 человека (русские 100%) в 2002 году, 0 в 2010.